# ヤリタナゴ
ヤリタナゴ（槍鱮、Tanakia lanceolata ）は、タナゴ亜科アブラボテ属に分類される淡水魚の一種。種小名 lanceolataは「小さな槍をもった」の意で、和名とほぼ同義である。

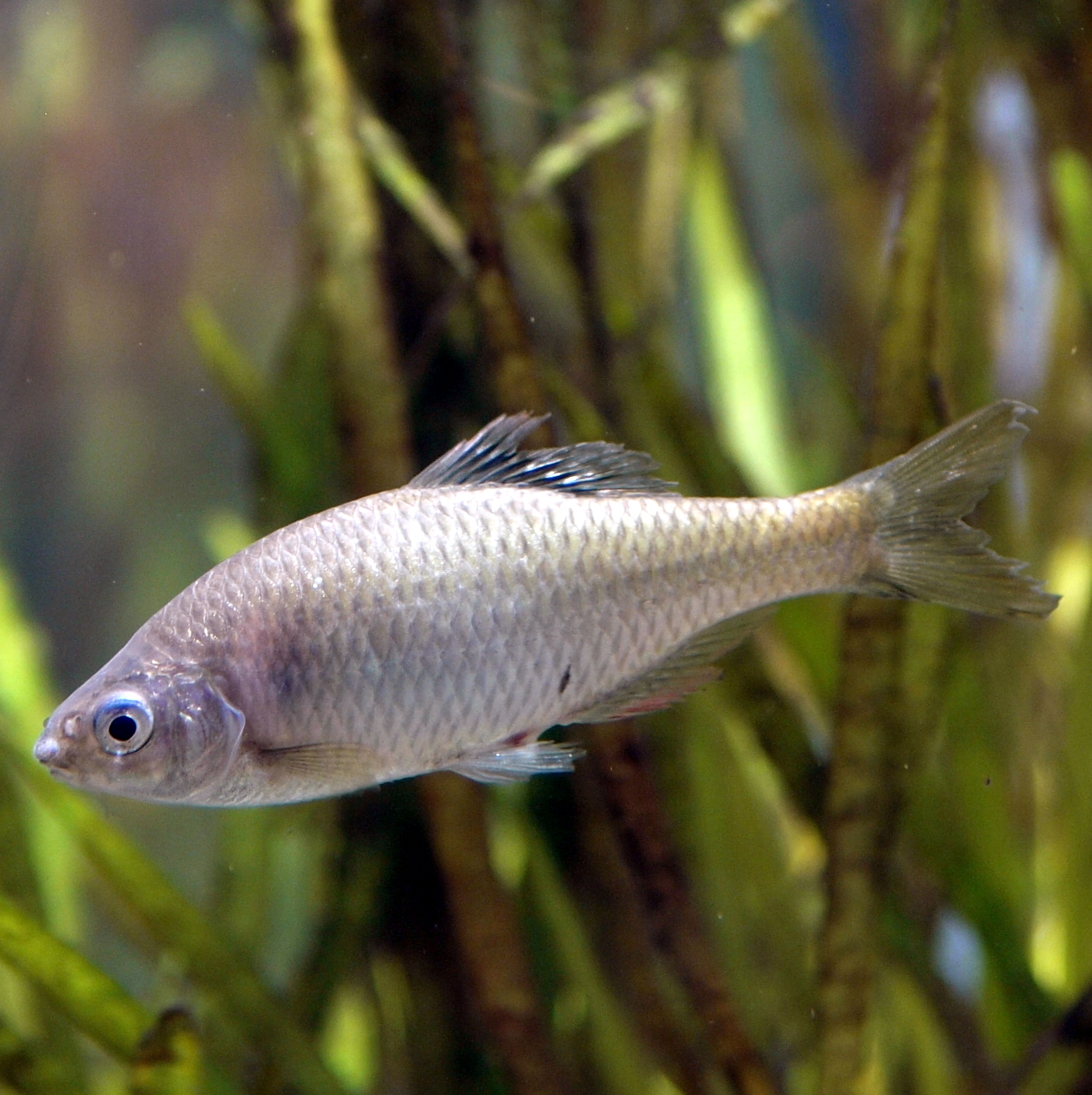
ヤリタナゴ

## 分布
朝鮮半島西部と中国の一部、日本(北海道、九州南部、南西諸島を除く)に自然分布する。日本産のタナゴ類としては、日本国内における分布域が最も広範な種である。
しかし、東北地方の太平洋側及び関東地方(茨城県霞ヶ浦水系・久慈川水系・那珂川水系、埼玉県・東京都・荒川水系、千葉県利根川水系)などでは19世紀-20世紀初頭時点では既に記録があり、江戸のタナゴ類において本種がターゲットとされたが、現在では各地点でも西日本及び東海地方の系統しか見つからず、在来のものは移入された系統に置き換わってしまったものと考えられている。九州南部や北海道でも見つかっているが移入である。

## 形態
遺伝的に7系統からなる。。体長10-13cm。体形は側扁し、タナゴ類としては体高が低く、近縁種とされるアブラボテに比べ前後に細長い。体色は銀白色で、肩部に暗斑は入らず、体側面にある緑色の縦帯も細く不鮮明。
側線は完全で、側線鱗数は36-39枚、側線上方横列鱗数は4-5枚、側線下方横列鱗数は4-5枚。背鰭不分岐軟条が3本と分岐軟条が8-9本、臀鰭の不分岐軟条が3本と分岐軟条な8-10本である。口角に1対の長い口ひげがある。背鰭の条間膜には、アブラボテ属の特徴として紡錘型の暗色班が入る。分布が極めて広いため地域によって形態に差異がみられる。九州産や朝鮮半島のものは背鰭条数が本州産のそれよりも1-2本多いためかつてはT.intermediaとされ、現在の韓国でもこの学名が使用される場合があるが学術的には認められていない。
オスの婚姻色は産地により多少の差異がみられる。体色は胸部が鮮やかな紅色に、その他は淡い緑や青に染まる。背鰭前縁と尻鰭下縁、尾鰭中央後端に朱色が発色し、関東産の個体は成熟と共にオレンジ色から次第に朱色に変化するとされる。下腹部および腹鰭、尻鰭下部は黒くなる。琵琶湖や九州産において黒点病にかかった個体は体側の鱗が所々銀色になり、銀鱗と呼ばれる。
メスには淡いオレンジ色の短い産卵管が現れる。

## 生態
主に流れのある水草の豊富な河川や用水路等に生息する。極めて流れの早い環境でも繁殖が出来るが、ため池のような閉鎖的な止水域では繁殖が出来ない。食性は雑食で、小型水生昆虫や甲殻類、藻類等を食べる。寿命は3年。
繁殖形態は卵生で、3-8月にドブガイやマツカサガイ、ニセマツカサガイ等のイシガイ科淡水生二枚貝に紡錘形の卵を産む。孵化した仔魚はそのまま母貝内で成長し、1ヶ月ほどで母貝から浮出する。1年で成熟し、寿命は2-3年である。琵琶湖においてはオトコタテボシガイも産卵母貝として利用する。

## 保全状態評価
準絶滅危惧（NT）（環境省レッドリスト）
在来タナゴ類の中ではまだ個体数は多いものとされるが、開発による生息地の破壊とそれに伴う二枚貝類の減少、ブラックバスやブルーギルの食害等により生息数は減少している。霞ヶ浦ではオオタナゴによる競合駆逐が問題となっている。2007年には環境省レッドリストの準絶滅危惧カテゴリに記載された。東京都、神奈川県では絶滅した。静岡県では生息地が年々減り続け、現在の生息地は2か所程度しかないため、静岡県指定希少野生動植物種に指定されており警察により密漁の監視がされている。。また、群馬県藤岡市では市の天然記念物に、三重県の一部水域でも採集は禁じられている。

## 人間との関係
食味が苦く小骨も多いため一般的ではないものの、佃煮や雀焼き等で食用に供されることもある。肝吸虫等の寄生虫を保持する可能性があるので生食は避けた方がよく、加熱調理が必要である。
釣りや飼育の対象魚となることもある。丈夫で人工環境にも慣れやすく飼育は容易である。飼育下での繁殖法としては、二枚貝を同居させ自然に産卵させる方法と、繁殖期の雌雄から卵と精子を搾り出し人工受精させる方法があるが、どちらも管理が難しい。観賞魚としてペットショップ等でも販売されているが、日本に広く分布する種とはいえ遺伝子汚染や病気の伝播等が考えられるので、野外へ遺棄してはならない。